# Gliese 674 b
Gliese 674 b (GJ 674 b) – planeta pozasłoneczna krążąca wokół czerwonego karła Gliese 674, położonego ok. 15 lat świetlnych od Słońca. Jeden obieg zajmuje jej 4,69 dnia. Niewielka masa tej planety (co najmniej 11,09 masy Ziemi) sugeruje, że może ona być niewielką planetą gazową – gorącym neptunem, lub też skalistą superziemią. Na korzyść tej pierwszej hipotezy przemawia niska metaliczność gwiazdy, ponieważ planety skaliste potrzebują ciężkich pierwiastków jako budulca.